# EPOS.NRW
EPOS.NRW  ist der Kurzname eines Datenverarbeitungsprojekts in der Landesverwaltung des Landes Nordrhein-Westfalen. Der Name EPOS.NRW ist eine Abkürzung und steht für Einführung von Produkthaushalten zur Outputorientierten Steuerung – Neues RechnungsWesen.

## Geschichte
Nachdem in NRW die Kommunen bereits durch das NKFG (neues kommunales Finanzmanagementgesetz) vom 16. November 2004 zur doppelten Buchführung verpflichtet worden sind, ist inzwischen auch das Land dazu übergegangen, das Rechnungswesen für alle Verwaltungsbereiche ebenso wie für die Landesbetriebe auf eine Finanz- und Anlagenbuchhaltung, eine Kosten- und Leistungsrechnung sowie eine Finanzrechnung umzustellen.

## Ziel des Projekts
Mit dem Projekt EPOS.NRW verfolgt die Regierung des Landes Nordrhein-Westfalen folgende drei Hauptziele:
- Neuausrichtung der Verwaltungssteuerung
- Beitrag zur Haushaltskonsolidierung
- Modernisierung des Haushalts- und Rechnungswesens (Umstellung von der kameralistischen Buchführung auf die Doppik)

Ausgehend von der Erfassung aller durch die sog. Geschäftsvorgänge (sie entsprechen den Verwaltungshandlungen) gebundenen Ressourcen werden die entsprechenden Daten zunächst in der Finanz- und Anlagenbuchhaltung erfasst und sodann automatisch an die Kosten- und Leistungsrechnung weitergeleitet. Die Kosten- und Leistungsrechnung liefert Informationen für die Wirtschaftlichkeitssteuerung, in dem sie den Mitteleinsatz (Ressourcenverbrauch) den Verwaltungsleistungen (dem sog. Output) gegenüberstellt. Sie ist gleichzeitig Ausgangsbasis für eine produktorientierte Darstellung im Haushaltsplan. Ziel des Reformvorhabens in NRW ist eine dezentrale Ergebnis- und Budgetverantwortung, die den Behörden Handlungsspielräume innerhalb des vom Parlament vorgegebenen Budgetrahmens eröffnet, wobei die Leistungsziele mit den Budgetzielen korrelieren müssen. In den Dienststellen vor Ort soll entschieden werden, wie die zugewiesenen Mittel wirtschaftlich für die Aufgabenerfüllung eingesetzt werden können.

## Zeitrahmen
Das Projekt soll bis Ende des Jahres 2018 abgeschlossen sein. Ab diesem Zeitpunkt sollen alle Landesbehörden das Programm EPOS.NRW verwenden.
Um einen reibungslosen Übergang von den alten zum neuen Verfahren zu ermöglichen, ist ein gestaffelter Rollout geplant.

## Finanzbedarf
In den Haushaltsplänen des Landes Nordrhein-Westfalen sind für EPOS.NRW in Kapitel 12 010 und 12 020 Titelgruppe 83 folgende Ausgaben vorgesehen:
| Jahr | Mittel in Euro |
| ---- | -------------- |
| 2003 | 1,5 Mio        |
| 2004 | 10,7 Mio.      |
| 2005 | 9,3 Mio.       |
| 2006 | 8,9 Mio.       |
| 2007 | 11,5 Mio.      |
| 2008 | 14,4 Mio.      |
| 2009 | 20,1 Mio.      |
| 2010 | 28,1 Mio.      |
| 2011 | 14,9 Mio.      |
| 2012 | 16,1 Mio.      |
| 2013 | 22,0 Mio.      |
| 2014 | 21,2 Mio.      |

Außerdem enthält der nordrhein-westfälische Haushalt des Jahres 2008 bei Kapitel 12020 Titel 81283 Titelgruppe 83 eine Verpflichtungsermächtigung in Höhe von 75 Mio. Euro. Durch § 9 des Haushaltsgesetzes ist darüber hinaus sichergestellt, dass das Finanzministerium diese Summe jederzeit weiter erhöhen kann (mit Zustimmung des Haushalts- und Finanzausschusses).
Somit beläuft sich der geplante Finanzbedarf auf mindestens 135 Mio. Euro. Konkrete Zahlen zum Finanzbedarf des Gesamtprojekts wurden bislang nicht veröffentlicht.